# ماركو بريجانتي
ماركو بريجانتي (بالإيطالية: Marco Briganti)‏ (6 مايو 1982 بتشيتا دي كاستيلو في إيطاليا - ) هو لاعب كرة قدم إيطالي في مركزي قلب الدفاع والدفاع. لعب مع نادي بيستويسي ونادي كريمونيسي ونادي مونزا وSSD Vivi Altotevere Sansepolcro ‏ وAC Sansovino ‏ ونادي غوبيو وForlì FC ‏ ونادي إيمولا وSan Frediano Rondinella SS ‏.

## وصلات خارجية
- ماركو بريجانتي على موقع قاعدة بيانات كرة القدم.إي يو (الإنجليزية)